# Sa Cova de ses Lletres

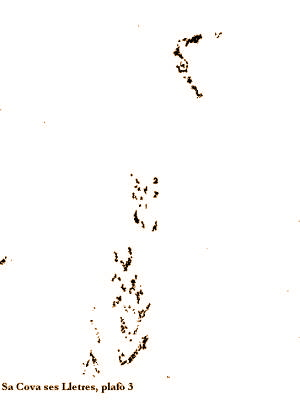
Plafó 3

Sa cova de ses Lletres (també coneguda com a penya Escrita i sa cova es Regall, està situada a la partida de Sacos, al terme de Tàrbena; en l'indret, hi ha un interessant conjunt de pintures rupestres pertanyents a l'anomenat art esquemàtic.

## Descripció
En els 39 metres de llarg de l'abric, es troben representats un total de set panells amb 23 figures, entre les quals trobem barres, angles, ziga-zagues, cercles, ídols oculats, etc. Es tracta d'un important lloc de culte, proper a un altre situat a Bèrnia, dins del terme d'Altea, la penya del Vicari.

## Història
El jaciment va ser descobert per Diego Jiménez de Cisneros, que va publicar la troballa en el Boletín de la Real Academia de la Historia en el 1922; també fou publicat pel pare Breuil (1935): Les peintures rupestres schématiques de la Péninsule Ibérique. En el 1998, fou declarat per la UNESCO Patrimoni de la Humanitat.